# 40. pehotna divizija (ZDA)
Za druge 40. divizije glejte 40. divizija.
40. pehotna divizija (angleško 40th Infantry Division) je bila pehotna divizija Kopenske vojske ZDA.